# Museo Histórico Etnológico de Mijas
El Museo Histórico Etnológico de Mijas está ubicado en el caso antiguo de Mijas Pueblo, en la provincia de Málaga, España. Ocupa la antigua casa consistorial y fue inaugurado en 1995. Del edificio destacan las dos esculturas de Hércules de la entrada, obra del escultor francés T. Sporrer, realizadas en 1916. Además de la colección permanente de objetos de interés histórico y etnográfico, el museo exhibe exposiciones temporales de pintura, fotografía e historia y organiza charlas, coloquios, concursos y otras actividades.
La colección permanente se organiza en 10 secciones de distinta temática. En la planta baja se encuentran las salas dedicadas a los molinos de aceite, la bodega, la panadería, la sierra, la sala Carmen Escalona y una de las dos salas dedicadas a la vivienda tradicional. En la primera planta se ubican las salas sobre el campo, la sala de Manuel Cortés, la segunda sala de la vivienda tradicional y la sala de exposiciones temporales. Finalmente, en la tercera planta se encuentran las salas dedicadas al telar, la carpintería y la sala de reuniones.  